# Fond
Fond es una localidad de Santa Lucía que forma parte del distrito de Micoud.

## Toponimia
La localidad también es conocida por el nombre de Fond/Desruisseaux.